# Rubens Barrichello
Rubens Barrichello, né le 23 mai 1972 à São Paulo, Brésil, est un pilote de course automobile brésilien qui a fait ses débuts en Formule 1 en 1993. Il dispute 323 Grands Prix où il remporte 11 victoires, réalise 14 pole positions, 17 meilleurs tours en course et monte 68 fois sur le podium.

## Biographie

### Avant la Formule 1
La famille Barichello est originaire du village de Castello di Godego en Vénétie (Italie). Pietro Barichello s'installe au Brésil et double à cette occasion le r de son patronyme qui devient Barrichello. Son fils Rubens, garagiste à proximité du circuit d'Interlagos est le père de Rubens Gonçalves dit Rubinho.
Rubens se lance rapidement dans le sport automobile : dès son plus jeune âge, il dispute des compétitions de karting et décroche cinq titres de champion.
À 18 ans, il part en Europe faire ses débuts en sport automobile dans le championnat de GM Lotus Euroseries, qu'il remporte. En 1991, il s'engage en championnat britannique de Formule 3, au sein de l'écurie de Dick Bennett, pour laquelle avait également roulé Ayrton Senna huit ans auparavant, et remporte le titre dès sa première année de participation en s'imposant notamment devant le Britannique David Coulthard.
En 1992, il accède au championnat international de Formule 3000. Rattrapé par son inexpérience et handicapé par un matériel qui n'est pas toujours à la hauteur, il termine troisième du championnat, un résultat suffisamment probant pour obtenir, avec l'aide de sponsors brésiliens, un volant en Formule 1 chez Jordan Grand Prix pour la saison 1993.

### 1993-1996: chez Jordan

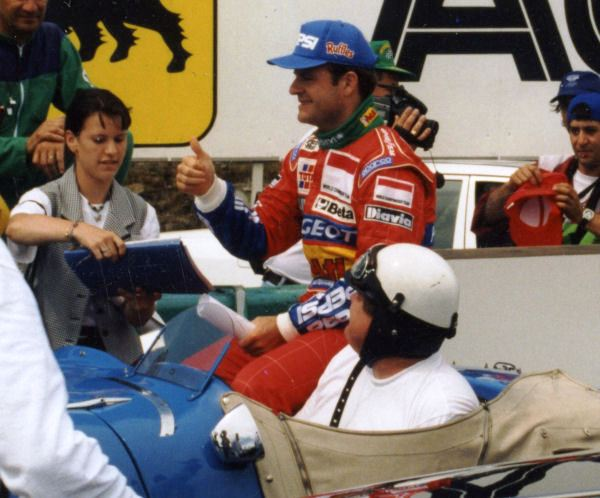
Rubens Barrichello, pilote Jordan, en juillet 1995.

Barrichello fait ses débuts en Formule 1 le 14 mars 1993 sur le circuit de Kyalami, lors du Grand Prix d'Afrique du Sud. À vingt ans, il devient un des plus jeunes pilotes de l'histoire du championnat du monde. Son premier Grand Prix se solde par un abandon à la suite d'un problème de boîte de vitesses, un souci qui donne le ton d'une saison marquée par le manque de fiabilité de sa monture, puisqu'il totalise neuf abandons en seize courses.
Il se montre régulièrement à son avantage en qualifications où il domine des coéquipiers aussi expérimentés qu'Ivan Capelli ou Thierry Boutsen mais également en course, comme au Grand Prix d'Europe, disputé sur la piste humide du circuit de Donington Park, où il est en troisième position avant son abandon à six tours de l'arrivée à cause d'un problème de pression d'essence. Même s'il doit attendre la fin de saison et une cinquième place au Japon pour inscrire ses seuls points de la saison, Barrichello apparaît pour beaucoup comme la révélation de la saison.
La saison 1994 démarre sur d'excellentes bases pour Rubens qui, grâce à une quatrième place au Grand Prix du Brésil puis à une troisième place au Grand Prix du Pacifique, pointe à la troisième place du championnat des pilotes après seulement deux épreuves et confirme qu'il est un des espoirs de la discipline. Sa progression est proche de s'interrompre brutalement lorsqu'au cours des premiers essais libres du Grand Prix de Saint-Marin, il perd soudainement le contrôle de sa monoplace à l'entrée d'une chicane rapide (on parlera d'une crevaison) avant de décoller, de s'écraser contre un mur de pneus puis de se retourner. Barrichello est transporté inconscient à l'hôpital du circuit, laissant craindre le pire sur son état de santé, jusqu'à ce que Ayrton Senna, venu à son chevet, apporte des nouvelles rassurantes de son jeune protégé. Souffrant de blessures légères, Barrichello est forfait pour le reste du week-end mais de retour dans le paddock dès le lendemain où il assiste le samedi à l'accident mortel de Roland Ratzenberger, puis le dimanche à celui d'Ayrton Senna.
Très touché par les événements du Grand Prix de Saint-Marin, Barrichello n'en accomplit pas moins une saison remarquable, malgré une fiabilité parfois aléatoire de sa Jordan-Hart. Il termine quatrième à quatre reprises supplémentaires et réalise le 28 août lors du Grand Prix de Belgique sur le circuit de Spa-Francorchamps sa première pole position, devenant ainsi le plus jeune poleman de l'histoire de la Formule 1, record qui sera battu en saison 2003 par Fernando Alonso puis par  Sebastian Vettel au Grand Prix d'Italie en 2008. Il boucle sa saison à la sixième place du championnat du monde avec 19 points.
McLaren songe à l'engager pour piloter la nouvelle Marlboro McLaren Mercedes, mais l'affaire ne se concrétise pas et Mclaren se rabattra sur Mark Blundell pour épauler Mika Häkkinen.

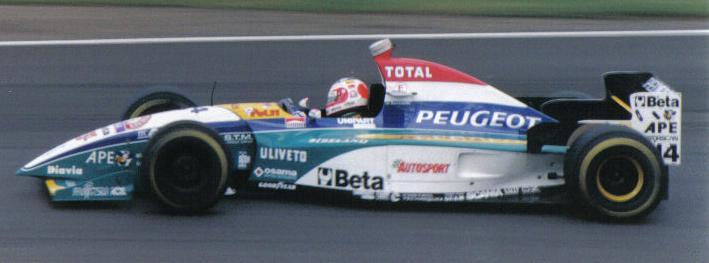
Barrichello sur Jordan-Peugeot au Grand Prix de Grande-Bretagne en 1995.

En saison 1995, Barrichello est très attendu d'autant que Jordan a signé un partenariat avec le motoriste Peugeot et peut ainsi revoir ses ambitions à la hausse. La pression est un peu forte pour le jeune Brésilien, inévitablement présenté par ses compatriotes comme le « nouveau Senna ». Malgré une belle deuxième place lors du Grand Prix du Canada, il semble perdre au fil des courses de son aisance des saisons précédentes et subit en interne la montée en puissance de son coéquipier Eddie Irvine. Il termine néanmoins encore une fois devant son coéquipier au classement général. Alors que Barrichello a été un temps pressenti pour rejoindre Michael Schumacher chez Ferrari pour la saison suivante, c'est le Nord-Irlandais qui lui est préféré.
Toujours chez Jordan en saison 1996, Barrichello réalise un solide début de saison mais, comme l'année précédente, se désunit en cours d'année. De plus en plus insatisfait de son jeune pilote, Eddie Jordan lui signifie son intention de ne pas prolonger son contrat. Il termine huitième au classement du championnat du monde devant notamment son nouveau coéquipier Martin Brundle et Eddie Irvine, son ancien équiper parti chez Ferrari. Il semble devoir se résoudre à quitter la Formule 1 pour le CART lorsque l'ancien champion du monde Jackie Stewart et son fils Paul font appel à lui.

### 1997-1999: nouvelle aventure avec Stewart Grand Prix

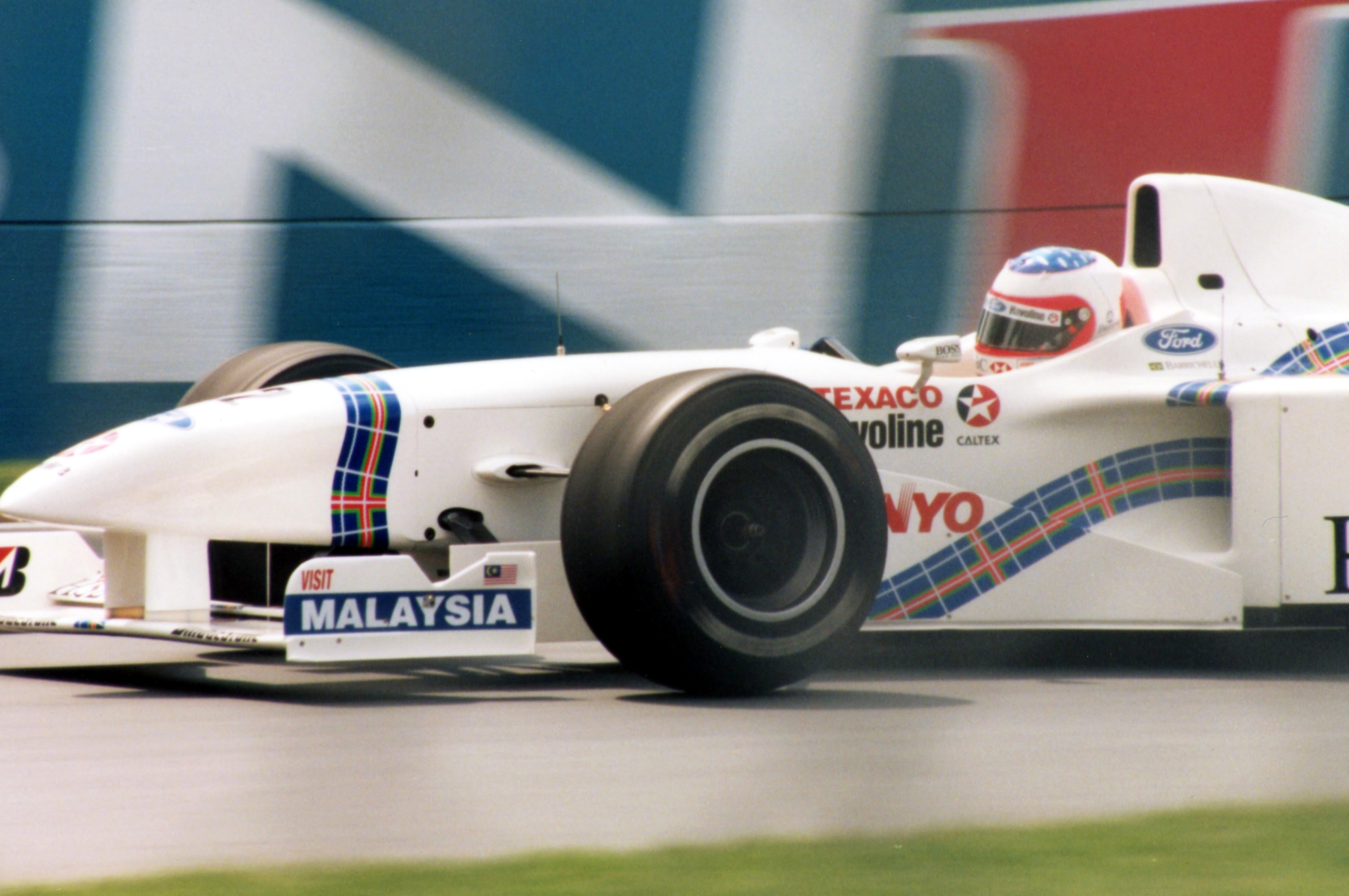
Barrichello au Grand Prix du Canada en 1997.

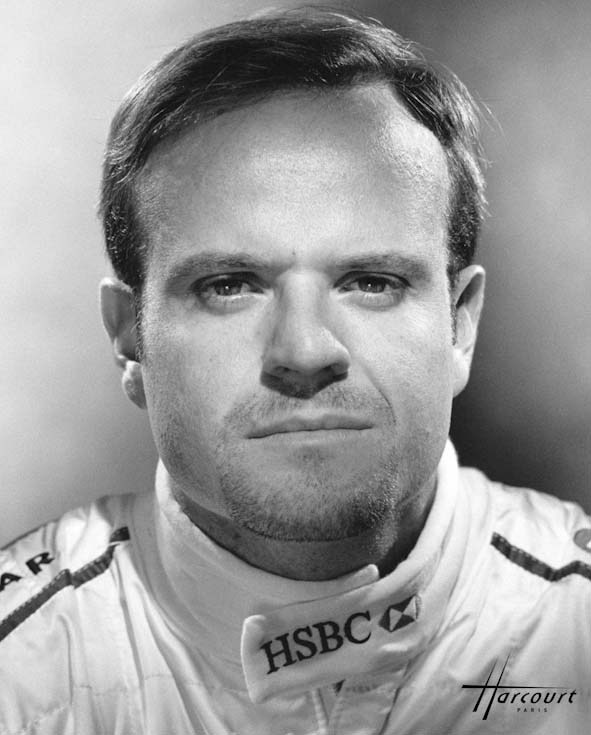
Rubens Barrichello en 1999.

Au sein de la jeune équipe Stewart, Barrichello retrouve la flatteuse réputation de ses débuts. Le manque de fiabilité chronique de sa monture ne lui permet de rallier l'arrivée qu'à trois reprises lors de la saison 1997 mais, grâce à plusieurs coups d'éclat en qualification et à une deuxième place sous le déluge de Monaco où ses pneus Bridgestone étaient très efficaces, il prouve qu'il reste à 25 ans un espoir de la Formule 1.
La saison 1998 est une copie-conforme de 1997 avec de belles performances en qualifications : ses équipiers Jan Magnussen ou Jos Verstappen sont complètement éclipsés. Ces bons résultats sont rarement concrétisées en course à cause d'une voiture insuffisamment fiable. Contacté par Williams à la fin de la saison 1998, il est contraint d'honorer son ultime année de contrat chez Stewart, ce qu'il ne regrette pas puisque la Stewart de saison 1999, conçue par l'ingénieur Alan Jenkins peu avant son limogeage, s'avère être la meilleure réalisation de l'équipe britannique. À son volant, il signe trois podiums, une pole position au Grand Prix de France et termine le championnat à la septième place. Ces performances lui valent d'être recruté par la Scuderia Ferrari pour devenir à partir de saison 2000 le nouveau coéquipier de Michael Schumacher à la place d'Eddie Irvine.

### 2000-2005: chez Ferrari
Chez Ferrari, avec l'une des meilleures monoplaces du plateau, Barrichello s'affirme comme un candidat régulier au podium. Fiable et performant, il évolue toutefois un ton en dessous de son coéquipier Michael Schumacher, ce qui ne lui permet pas de jouer sa carte personnelle. Au Grand Prix d'Allemagne à Hockenheim, il remporte la première victoire de sa carrière au terme d'un scénario particulièrement haletant : parti du fond de grille à la suite d'un ennui technique lors des qualifications, il remonte tout le peloton et effectue la jonction avec les leaders grâce à la neutralisation de la course consécutive à l'intrusion d'un manifestant sur la piste. Tandis que la pluie commence à tomber en fin de course, il fait le pari de ne pas s'arrêter aux stands et de conserver ses pneus pour piste sèche, ce qui lui donne la victoire pour sa 128e participation, soit la plus longue attente pour un premier succès (battu au Grand Prix d'Allemagne 2009 par Mark Webber). Il dédie cette victoire à Ayrton Senna. Moins en réussite en 2001 alors même que la domination de la Scuderia se fait de plus en plus forte, il n'obtient pas le moindre succès mais monte sur dix podiums et termine le championnat troisième avec 56 points.

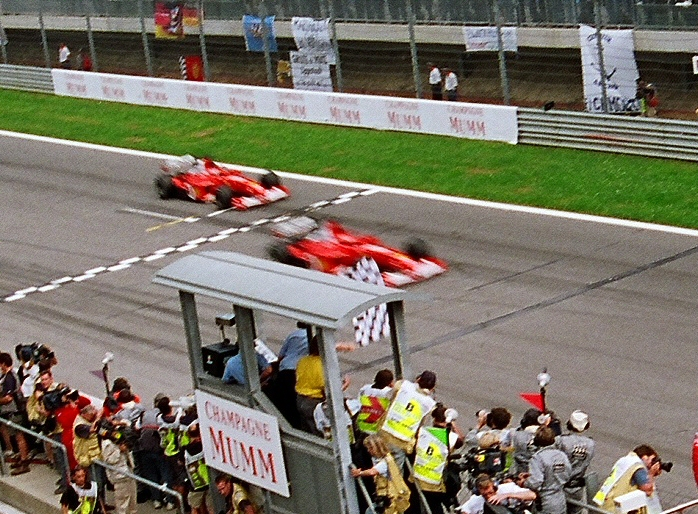
L'arrivée controversée des Ferrari au Grand Prix d'Autriche 2002.

Sur le plan comptable, la meilleure saison de Barrichello a lieu en 2002 avec quatre victoires et la deuxième place au championnat. C'est également la saison des polémiques liées aux consignes de course. Au Grand Prix d'Autriche, particulièrement performant, il parvient à dominer Schumacher tout au long du week-end mais doit, sur ordre de son équipe, lui céder la victoire à quelques mètres de la ligne d'arrivée. Cette consigne de course est particulièrement mal ressentie par le public et par la presse dans la mesure où Schumacher était déjà largement en tête du championnat et ne semblait pas avoir un besoin impératif de points supplémentaires.
Privé alors de ce qui aurait été sa deuxième victoire en Grand Prix, Barrichello s'impose au Grand Prix d'Europe, au Grand Prix d'Italie, en Hongrie et une quatrième fois aux États-Unis à Indianapolis, à nouveau dans la polémique, puisqu'il dépasse Schumacher sur la ligne, sans que l'on sache si Schumacher souhaitait réellement lui céder la victoire ou juste réaliser une arrivée groupée à la mode des 24 Heures du Mans. Pour mettre un terme à ces agissements, la FIA interdit les consignes ayant pour effet de fausser le déroulement des Grands Prix.

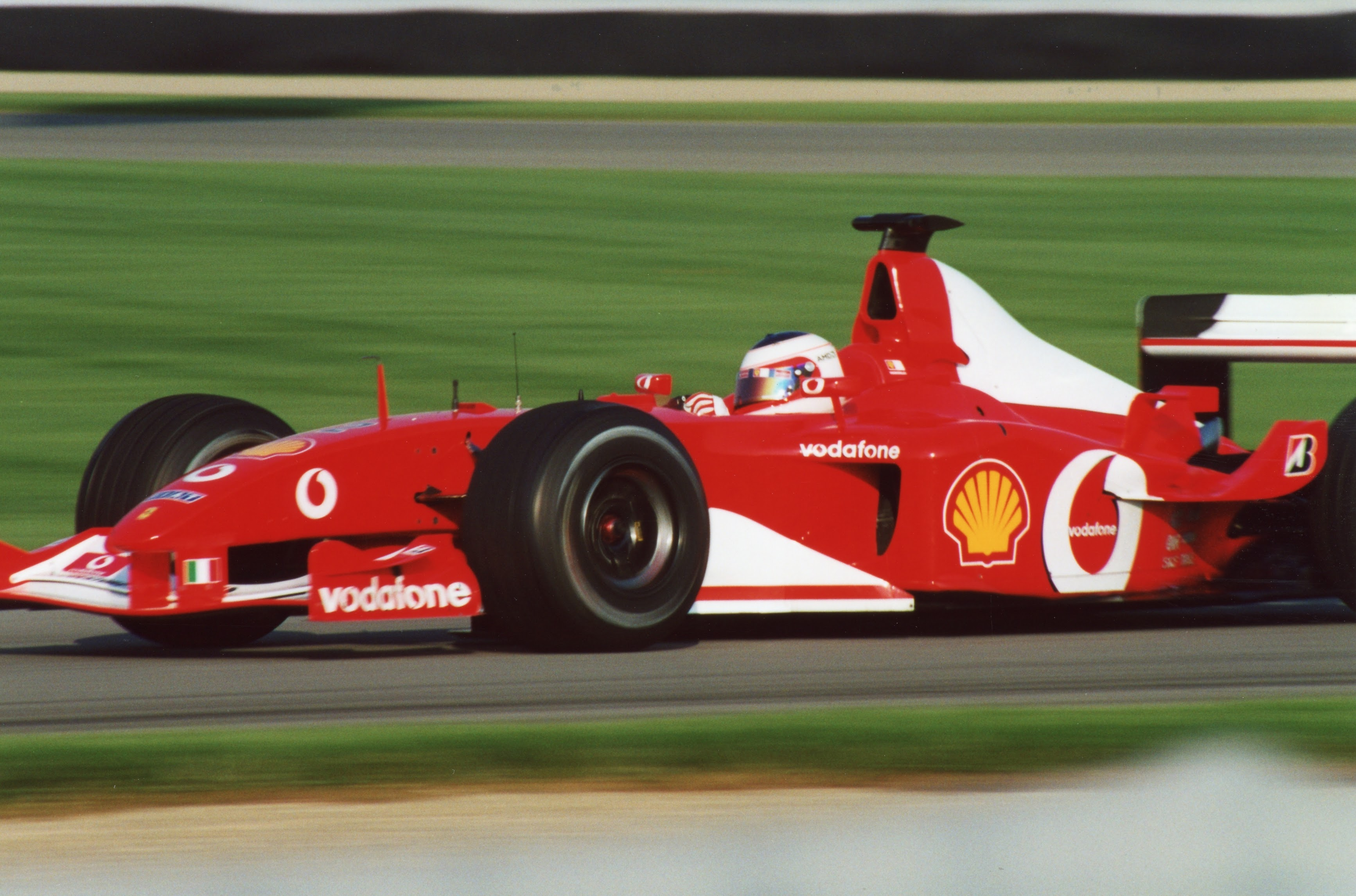
Rubens Barrichello sur Ferrari au Grand Prix des États-Unis 2003.

En 2003, Barrichello semble bien moins s'accommoder que son équipier de la nouvelle réglementation sportive. Quatrième du championnat, il obtient tout de même deux victoires à Silverstone et Suzuka en fin d'année, où un succès de sa part était indispensable pour priver Kimi Räikkönen de ses ultimes chances de coiffer Schumacher au championnat et lui permettant de terminer à nouveau vice-champion du monde. Il doit ensuite attendre la fin de saison 2004 et une démobilisation de Schumacher déjà assuré d'un titre supplémentaire pour remporter ses deux succès de l'année, en Italie et en Chine.
En 2005, une soudaine baisse de forme l'éloigne de la lutte pour la victoire. S'il accroche quatre podiums, il termine à la huitième place du championnat. Vivant de plus en plus mal son rôle de second pilote, il obtient de Jean Todt de ne pas honorer sa dernière année de contrat pour pouvoir rejoindre l'écurie Honda.

### 2006-2008: chez Honda

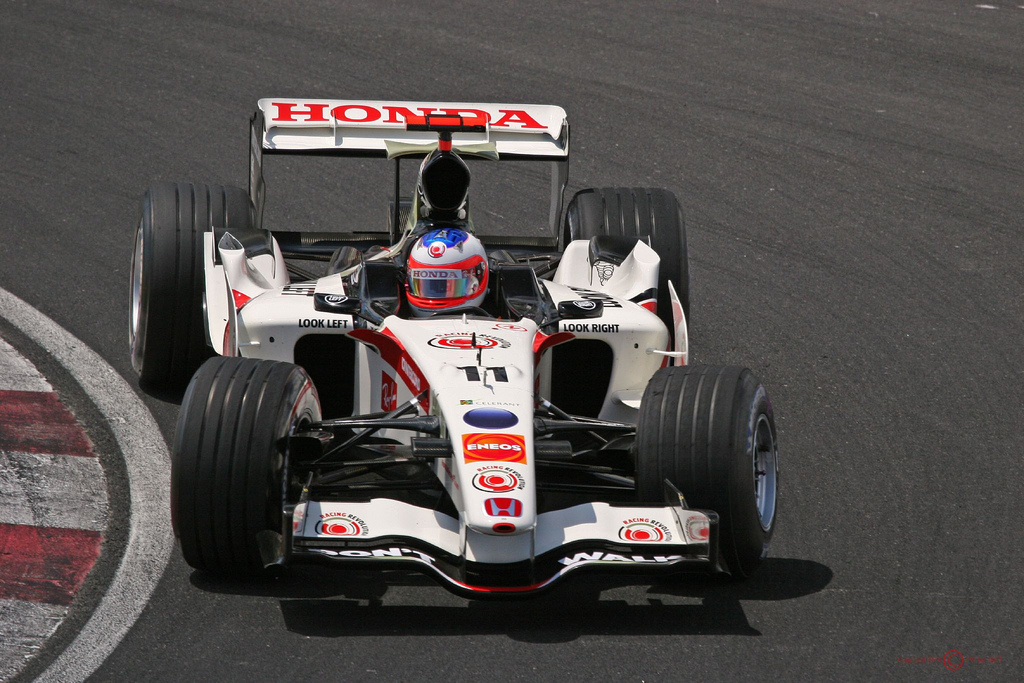
Barrichello sur la Honda au Grand Prix du Canada 2006.

Annoncé comme un outsider crédible dans la lutte pour le titre de champion 2006 à la suite des excellents essais hivernaux des Honda, Rubens Barrichello déchante rapidement. Non seulement la monoplace japonaise n'est pas l'arme absolue tant espérée, mais il éprouve des difficultés à s'adapter à son pilotage et à soutenir la comparaison avec son coéquipier Jenson Button, d'autant plus qu'il n'a jamais conduit auparavant en pneus Michelin. Au fil des épreuves, il est plus à son aise mais peine à concrétiser en courses ses progrès en qualifications. Septième du championnat, il ne monte pas sur le moindre podium, une première depuis sa saison 1998 chez Stewart.

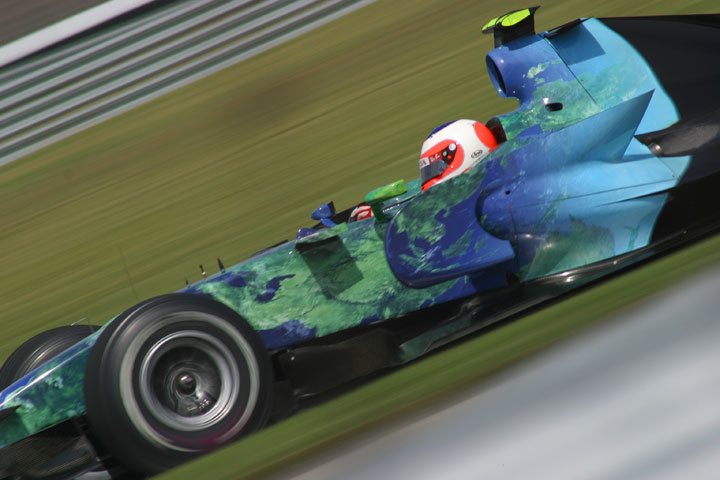
Rubens Barrichello au Grand Prix des États-Unis 2007.

La situation de Honda empire en 2007 et, pour la première fois de sa carrière, le Brésilien n'inscrit pas un seul point de toute l'année. Au cours de la saison, certains médias annoncent son départ de chez Honda et sa rétrogradation chez Super Aguri F1, l'autre équipe soutenue par le constructeur japonais. Conforté dans sa position par l'arrivée en fin d'année à la direction sportive de l'équipe de Ross Brawn, qu'il a connu chez Ferrari, il conserve son volant pour la saison suivante.
Cette saison 2008 est très nettement meilleure. Rubens Barrichello termine le championnat devant son coéquipier Jenson Button en prenant régulièrement des points, en partie grâce aux Grand Prix sous la pluie qu'il affectionne particulièrement. À Silverstone, il part en fond de grille et remonte quinze voitures pour atteindre le podium. Après la course, Rubens déclare « Je dépassais, extérieur, intérieur puis extérieur, des Ferrari, des BMW ... je ne me suis jamais autant amusé ». Cette performance, due à un bon choix de pneus et de réglages, ne peut cacher les défauts d'une monoplace peu compétitive.

### 2009: l'aventure Brawn GP

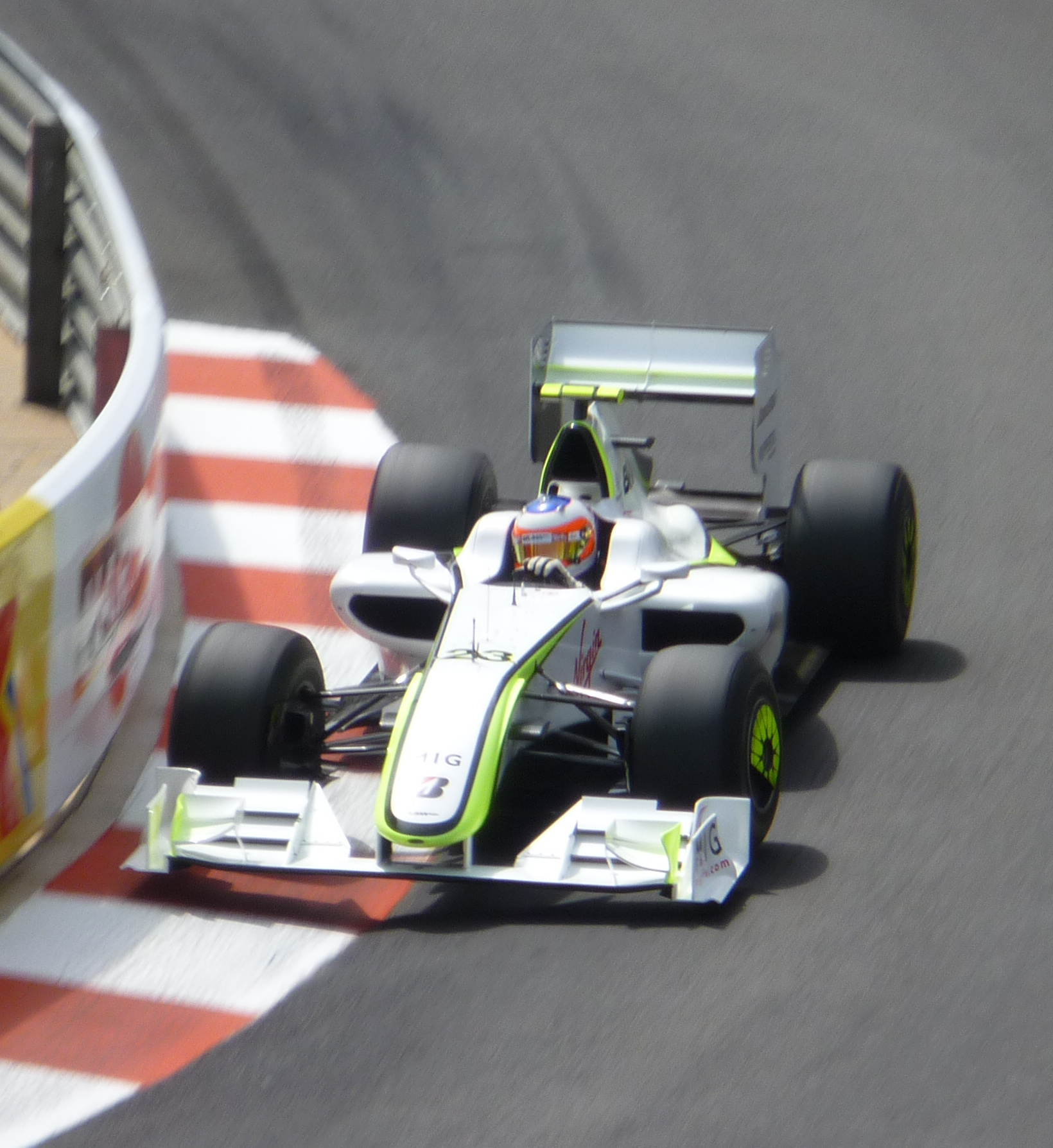
Rubens Barrichello, sur la BGP 001, termine second à Monaco.

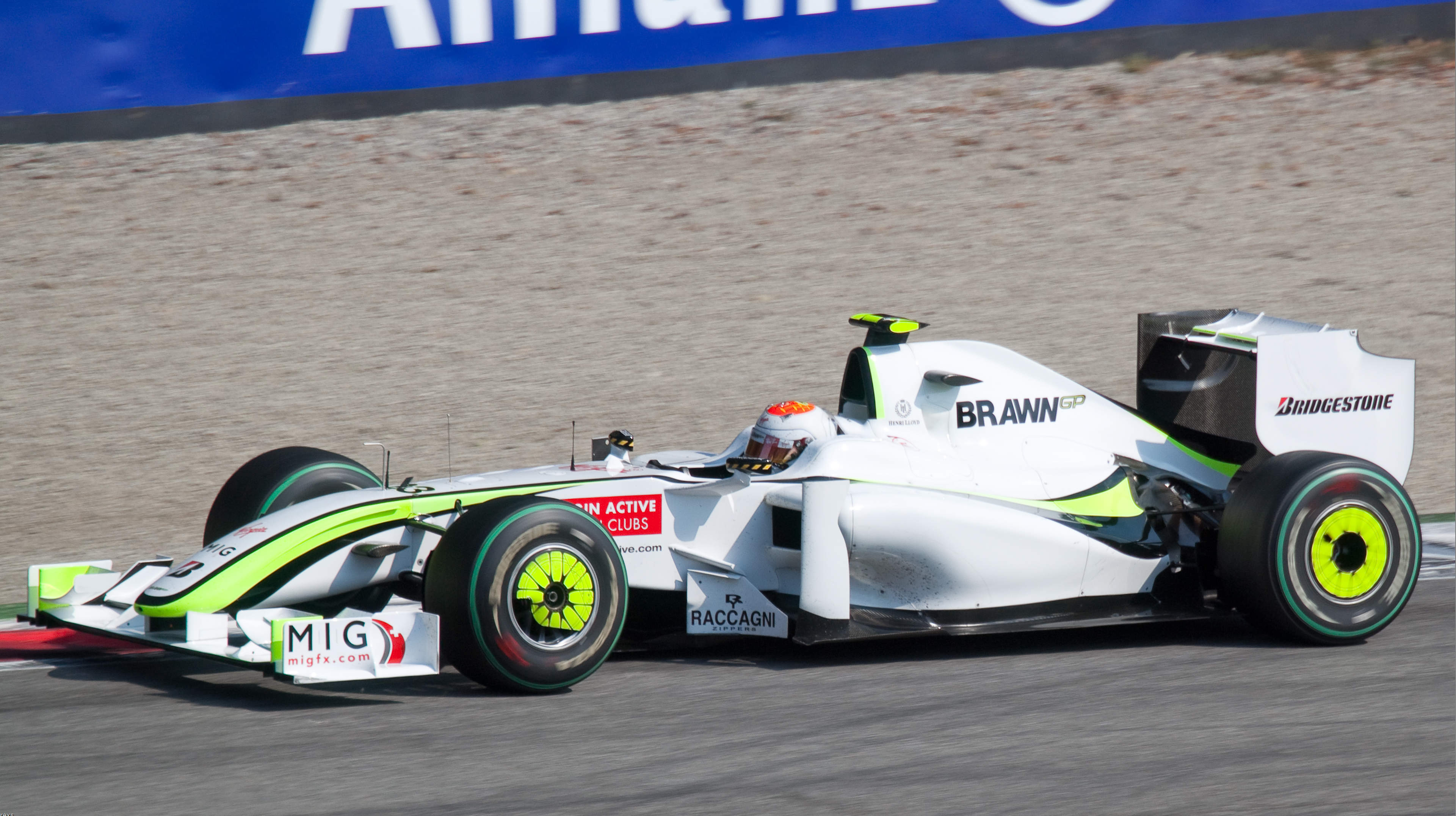
Barrichello vainqueur en Italie en 2009.

Début décembre 2008, en raison de la crise économique qui touche le secteur de l'automobile, le constructeur japonais Honda décide du retrait immédiat de son écurie de la Formule 1.
Après un hiver d'incertitudes quant à ses chances de poursuivre sa carrière en Formule 1, Barrichello conserve finalement sa place dans la structure de Brackley après le rachat du Honda Racing F1 Team par Ross Brawn et à la création de Brawn GP Formula One Team. Dès le premier Grand Prix, il obtient la deuxième place en qualification derrière son partenaire Jenson Button. En course, Button s'impose et Rubens finit second.
Après cinq courses, l'avance de Brawn GP au classement du championnat du monde est substantielle et Button et Barrichello occupent les deux premières places du classement pilotes. À l'issue du Grand Prix d'Espagne, Rubens exprime néanmoins publiquement ses doutes quant à l'équité avec laquelle les deux pilotes sont traités, sous-entendant que Button serait favorisé au sein de l'équipe.
À Monaco, Barrichello termine second pour la troisième fois de la saison. En Turquie, il abandonne, pour la seule fois de l'année, au quarante-septième tour à cause d'une boîte de vitesses défectueuse. Il se rattrape en Grande-Bretagne où il termine troisième. Les résultats sont plus mitigés en Allemagne, sixième, et Hongrie où il se classe dixième, terminant pour la dernière fois de la saison hors des points.
Le 23 août 2009, Barrichello remporte le Grand Prix d'Europe, disputé sur le circuit espagnol de Valence, à l'âge de 37 ans et 3 mois. Il s'impose pour la première fois depuis cinq ans et remporte le dixième succès de sa carrière.
Il signe à cette occasion la centième victoire du Brésil en Formule 1 et confirme ce succès en remportant une troisième fois le Grand Prix d'Italie, à Monza et se classe troisième du championnat du monde, derrière son coéquipier Jenson Button et Sebastian Vettel.
A l’intersaison, Barrichello qui a déjà signé avec l'écurie Williams F1 Team reçoit une proposition de McLaren pour piloter la McLaren Mercedes et épauler ainsi Lewis Hamilton, mais le Brésilien ne peut donc donner suite.

### 2010-2011: chez Williams

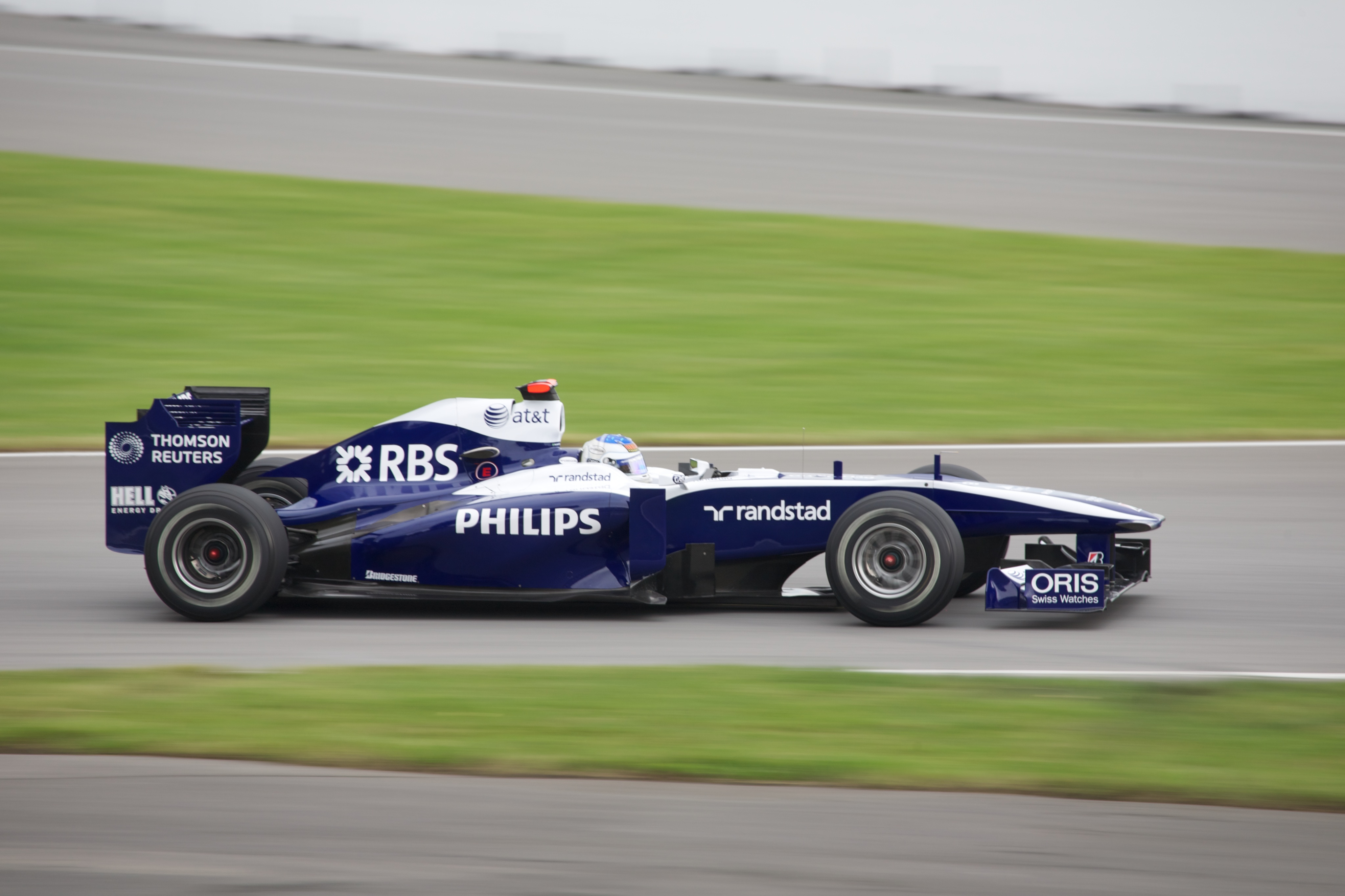
Barrichello sur la FW32 au Canada en 2010.

Le 2 novembre 2009, il s'engage avec l'écurie Williams F1 Team pour la saison 2010 et a pour coéquipier le champion de GP2 en titre Nico Hülkenberg. Barrichello fait un début de saison en demi-teinte malgré trois entrées dans les points en huit courses. À Monaco, il part en tête-à-queue à la suite d'une touchette avec Vitantonio Liuzzi puis percute un mur de pneus, détruisant sa monoplace. Au Grand Prix d'Europe, il termine quatrième, son meilleur résultat de la saison. Cette bonne performance est suivie d'une cinquième place à Silverstone. Il pointe alors au onzième rang du classement des pilotes. Au mois d'août 2010, Rubens Barrichello remplace Nick Heidfeld à la présidence de l'Association des Pilotes de Grand Prix (GPDA). Barrichello termine dixième du championnat du monde avec 47 points contre 22 à son équipier Nico Hülkenberg et, au lendemain du dernier Grand Prix de la saison, est confirmé par son écurie dans son poste de titulaire pour la saison 2011. Il fera équipe avec un autre pilote sud-américain, le Vénézuélien Pastor Maldonado.
Le début de saison 2011 de Barrichello est difficile : il doit en effet attendre, tout comme son équipe, la sixième épreuve pour marquer ses deux premiers points. Deux autres points sont inscrits au Canada, ses derniers de la saison. Rubens Barrichello termine au dix-septième rang du championnat 2011 avec quatre points, contre 1 seul à son équipier Pastor Maldonado.
En proie à de grosses difficultés financières, Williams décide de se séparer de lui et de le remplacer par son compatriote Bruno Senna soutenu par de nombreux sponsors.

### 2012: Indycar Series
Malgré son expérience en Formule 1, Barrichello n'est pas retenu par Williams pour 2012. L'écurie anglaise est en difficulté financière et si Barrichello a tenté d'apporter un budget complémentaire, il est considéré comme insuffisant face à celui de Bruno Senna qui est finalement recruté. Dans le même temps en IZOD IndyCar Series, KV Racing Technology voit une place se libérer pour 2012 après le départ de Takuma Satō pour Rahal Letterman Lanigan Racing. Le pilote fétiche de KV Racing Technology, Tony Kanaan, un grand ami de Barrichello, lui propose un test à Sebring avec son équipe pour mieux comprendre la nouvelle monoplace du championnat, la Dallara DW12. À l'issue de cette prise en main, Barrichello entre en négociation avec Jimmy Vasser pour s'engager en IZOD IndyCar Series et son engagement est confirmé le 1er mars 2012. Il est motorisé par Chevrolet.
Malgré une monoplace et des circuits qu'il ne connaît pas, le recordman du nombre de départs en Formule 1 réalise tout de même de bons résultats dont deux top 10 en trois courses. Le 19 mai 2012, il se qualifie en dixième position pour les 500 miles d'Indianapolis et est élu Rookie of the Year après sa prestation en course.
Il termine douzième du championnat IndyCar devant les cinq autres anciens pilotes de Formule 1 que sont Takuma Satō, Justin Wilson, Sébastien Bourdais, Giorgio Pantano et Jean Alesi, avec comme meilleur résultat une quatrième place à Sonoma.

### 2013-2017: stock-car brésilien, endurance aux États-Unis et 24 Heures du Mans
Après sa carrière en monoplace, Rubens Barrichello s'engage en championnat brésilien de stock-car après avoir participé à quelques courses fin 2012. Il termine dans le Top 10 lors de sa première saison. La saison suivante, en 2014, il devient champion du Brésil avec notamment deux victoires.
Parallèlement à son engagement en stock-car brésilien, Rubens Barrichello participe à une course du championnat Rolex Sports Car Series à Indianapolis en juillet. Pour sa première participation à une course à bord d'une Daytona Prototype, il termine cinquième après avoir mené la course en fin d'épreuve.
En janvier 2013, il participe pour la première fois aux 24 Heures de Daytona à bord d'une Porsche 911 GT3 Cup du Dener Motorsport,,. Deux ans plus tard, en 2015, il s'engage à nouveau aux 24 Heures de Daytona, désormais à bord d'une Riley-BMW du Starworks Motorsport,,,.
2016 marque sa troisième participation aux 24 Heures de Daytona où, épaulé par Ricky Taylor, Jordan Taylor et Max Angelelli, il pilote pour le compte du Wayne Taylor Racing. La Corvette permet à son équipage de se classer deuxième de l'épreuve derrière la Ligier JS P2 Extreme Speed Motorsport de Pipo Derani.
En 2017, Barrichello participe pour la première fois de sa carrière aux 24 Heures du Mans. Engagé en catégorie LMP2 sur une Dallara du Racing Team Nederland, il termine treizième après avoir bouclé 344 tours.

## Recordman de départs en Grand Prix pendant une décennie
Au Grand Prix de Turquie 2008, Rubens Barrichello arbore sur sa monoplace la mention 257 Grand Prix - New Record en référence aux 256 départs en Grands Prix du vétéran italien Riccardo Patrese (pour 258 engagements). La validité de cette mention a été discutée dans la mesure où Barrichello comptabilisait comme départs ses participations au Grand Prix d'Espagne 2002 et au Grand Prix de France 2002 au cours desquels il a abandonné avant le départ. Le cas du Grand Prix de Belgique 1998 pose également problème puisqu'impliqué dans le carambolage du premier départ, il n'a pas pris part au second. Certaines sources le créditent quand même de son premier départ, d'autres non,.
Les années suivantes, il conforte son record et prend sa retraite avec 323 Grands Prix disputés.
Ce record tient encore durant 9 ans puis est battu par Kimi Räikkönen lors du Grand Prix de l'Eifel 2020 ; le Finlandais y prend son 324e départ.

## Rubinhoet son Grand Prix national

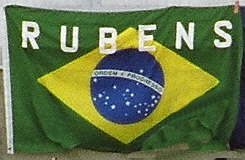
Drapeau de supporter.

Barrichello n'a jamais remporté son Grand Prix national. De 1993 à 2011, il a participé à dix-neuf éditions du Grand Prix du Brésil qui se déroule dans sa ville natale, sur le circuit d'Interlagos, qu'il pouvait voir de la fenêtre de l'appartement de ses parents lorsqu'il était enfant. Il y a obtenu trois pole positions (2003, 2004, 2009), a souvent été bien placé sur la grille, mais il n'a terminé la course qu'à sept reprises (quatrième en 1994, troisième en 2004, sixième en 2005, septième en 2006 et huitième en 2009, quatorzième en 2010 et 2011), en raison de nombreux incidents ayant entraîné son abandon : accrochage (2001), tête à queue (1996), panne d'essence (2003), boîte de vitesses (1993, 1995 et 1998), panne hydraulique (2002), suspension (1997) et enfin casse moteur (1999, 2000, 2007).

## Statistiques en Formule 1
À l'issue du Grand Prix du Brésil 2011
- 19 saisons en championnat du monde de Formule 1.
- 323 Grands Prix.
- 11 victoires.
- 658 points marqués.
- 14 pole positions.
- 34 départs en première ligne.
- 29 deuxièmes places en Grand Prix.
- 28 troisièmes places en Grand Prix.
- 68 podiums.
- 17 meilleurs tours en course.
- 2 hat tricks.
- 854 tours en tête.
- 16 631 tours parcourus.
- 100 abandons (30,76 % du total des courses).
- Débuts en Formule 1 : 14 mars 1993 au Grand Prix d'Afrique du Sud, à Kyalami – abandon (boîte de vitesses).
- Première victoire : le 30 juillet 2000 au Grand Prix d'Allemagne, sur le circuit d'Hockenheim.
- Première pole position : le 28 août 1994 au Grand Prix de Belgique, sur le circuit de Spa-Francorchamps.

## Résultats en championnat du monde de Formule 1
| Saison | Écurie                            | Châssis      | Moteur      | Pneus       | GP disputés | Pole positions | Victoires | Podiums | Records du tour | Dans les points | Abandons | Points inscrits | Classement |
| ------ | --------------------------------- | ------------ | ----------- | ----------- | ----------- | -------------- | --------- | ------- | --------------- | --------------- | -------- | --------------- | ---------- |
| 1993   | Sasol Jordan                      | 193          | Hart V10    | Goodyear    | 16          | 0              | 0         | 0       | 0               | 1               | 9        | 2               | 17e        |
| 1994   | Sasol Jordan                      | 194          | Hart V10    | Goodyear    | 15          | 1              | 0         | 1       | 0               | 6               | 7        | 19              | 6e         |
| 1995   | Total Jordan Peugeot              | 195          | Peugeot V10 | Goodyear    | 17          | 0              | 0         | 1       | 0               | 4               | 10       | 11              | 11e        |
| 1996   | B&H Total Jordan Peugeot          | 196          | Peugeot V10 | Goodyear    | 16          | 0              | 0         | 0       | 0               | 7               | 7        | 14              | 8e         |
| 1997   | HSBC Malaysia Stewart Ford        | SF01         | Ford V10    | Bridgestone | 17          | 0              | 0         | 1       | 0               | 1               | 15       | 6               | 12e        |
| 1998   | HSBC Stewart Ford                 | SF02         | Ford V10    | Bridgestone | 16          | 0              | 0         | 0       | 0               | 2               | 10       | 4               | 12e        |
| 1999   | HSBC Stewart Ford                 | SF-3         | Ford V10    | Bridgestone | 16          | 1              | 0         | 3       | 0               | 7               | 6        | 21              | 7e         |
| 2000   | Scuderia Ferrari Marlboro         | F1-2000      | Ferrari V10 | Bridgestone | 17          | 1              | 1         | 9       | 3               | 13              | 4        | 62              | 4e         |
| 2001   | Scuderia Ferrari Marlboro         | F2001        | Ferrari V10 | Bridgestone | 17          | 0              | 0         | 10      | 0               | 13              | 4        | 56              | 3e         |
| 2002   | Scuderia Ferrari Marlboro         | F2002        | Ferrari V10 | Bridgestone | 17          | 3              | 4         | 10      | 5               | 11              | 5        | 77              | 2e         |
| 2003   | Scuderia Ferrari Marlboro         | F2003-GA     | Ferrari V10 | Bridgestone | 16          | 3              | 2         | 8       | 3               | 11              | 5        | 65              | 4e         |
| 2004   | Scuderia Ferrari Marlboro         | F2004        | Ferrari V10 | Bridgestone | 18          | 4              | 2         | 14      | 4               | 16              | 1        | 114             | 2e         |
| 2005   | Scuderia Ferrari Marlboro         | F2004M F2005 | Ferrari V10 | Bridgestone | 19          | 0              | 0         | 4       | 0               | 8               | 2        | 38              | 8e         |
| 2006   | Lucky Strike Honda Racing F1 Team | RA106        | Honda V8    | Michelin    | 18          | 0              | 0         | 0       | 0               | 10              | 3        | 30              | 7e         |
| 2007   | Honda Racing F1 Team              | RA107        | Honda V8    | Bridgestone | 17          | 0              | 0         | 0       | 0               | 0               | 2        | 0               | 20e        |
| 2008   | Honda Racing F1 Team              | RA108        | Honda V8    | Bridgestone | 18          | 0              | 0         | 1       | 0               | 3               | 4        | 11              | 14e        |
| 2009   | Brawn GP Formula One Team         | BGP 001      | Mercedes V8 | Bridgestone | 17          | 1              | 2         | 6       | 2               | 15              | 1        | 77              | 3e         |
| 2010   | AT&T Williams                     | FW32         | Cosworth V8 | Bridgestone | 19          | 0              | 0         | 0       | 0               | 10              | 2        | 47              | 10e        |
| 2011   | AT&T Williams                     | FW33         | Cosworth V8 | Pirelli     | 19          | 0              | 0         | 0       | 0               | 2               | 3        | 4               | 17e        |

## Résultats en Indycar Series
| Saison | Écurie               | GP disputés | Pole | Victoires | Podiums | Meilleur tour | Points inscrits | Classement |
| ------ | -------------------- | ----------- | ---- | --------- | ------- | ------------- | --------------- | ---------- |
| 2012   | KV Racing Technology | 15          | 0    | 0         | 0       | 0             | 289             | 12e        |

## Résultats aux500 miles d'Indianapolis
| Année | Écurie               | Châssis | Moteur    | Départ | Arrivée |
| ----- | -------------------- | ------- | --------- | ------ | ------- |
| 2012  | KV Racing Technology | Dallara | Chevrolet | 10     | 11      |

## Résultats aux24 heures du Mans
| Année | Écurie                | Copilotes                  | Voiture             | Classe | Tours | Pos. | Class Pos. |
| ----- | --------------------- | -------------------------- | ------------------- | ------ | ----- | ---- | ---------- |
| 2017  | Racing Team Nederland | Jan Lammers Frits van Eerd | Dallara P217-Gibson | LMP2   | 344   | 13e  | 11e        |

## Résultats aux24 Heures de Daytona
| Année | Écurie                 | Copilotes                                                              | Voiture               | Classe | Tours | Pos. | Class Pos. |
| ----- | ---------------------- | ---------------------------------------------------------------------- | --------------------- | ------ | ----- | ---- | ---------- |
| 2013  | Dener Motorsport       | Nonô Figueiredo (en) Felipe Giaffone Tony Kanaan Ricardo Maurício (en) | Porsche 911 GT3 Cup   | GT     | 352   | Abd. | Abd.       |
| 2015  | Starworks Motorsport   | Brendon Hartley Tor Graves Ryan Hunter-Reay Scott Mayer (en)           | Riley MkXXVI          | P      | 426   | Abd. | Abd.       |
| 2016  | Wayne Taylor Racing    | Ricky Taylor Jordan Taylor Max Angelelli                               | Chevrolet Corvette DP | P      | 736   | 2e   | 2e         |
| 2019  | JDC Miller Motorsports | Mikhail Goikhberg Tristan Vautier Devlin DeFrancesco                   | Cadillac DPi-V.R      | DPi    | 586   | 5e   | 5e         |

## Résultats en Stock Car brésilien
| Année | Equipe           | Voiture     | 1      | 2      | 3      | 4     | 5     | 6      | 7     | 8      | 9      | 10     | 11      | 12     | Classement | Points |
| ----- | ---------------- | ----------- | ------ | ------ | ------ | ----- | ----- | ------ | ----- | ------ | ------ | ------ | ------- | ------ | ---------- | ------ |
| 2012  | Full Time Sports | Peugeot 408 | SAO    | CTB    | VEL    | RBP   | LON   | RIO    | SAL   | CAM    | TAR    | CTB 22 | BRA Ret | SAO 22 |            |        |
| 2013  | Full Time Sports | Peugeot 408 | INT 25 | CUR 19 | TAR 20 | SAL 2 | BRA 4 | CAS 13 | RBP 5 | CAS 25 | VEL 12 | CUR    | GOI     | INT    | 8º*        | 73*    |